# Тітіе Саїд
Тітіе Саід — псевдонім Сітті Рая Кусумовардані (1935–2011), індонезійської письменниці та журналістки. Вона була особливо відома своїми оповіданнями та численними романами.

## Біографія
Вона народилася Сітті Рая в Боджонегоро, Східна Ява, Голландська Ост-Індія 11 липня 1935 року. Її матір звали Хастуті Суванті, а батька — Мухаммад Саїд; він був шкільним учителем, військовим і письменником під час голландської ери. Спочатку вона здобула освіту в початковій школі в Божонегоро, починаючи з 1948 року. Потім вона переїхала в Маланг, щоб отримати середню освіту. Після 1959 року вона переїхала до Джакарти, щоб навчатися на факультеті літератури в Університеті Індонезії ; однак вона не закінчила свій ступінь.
У 1958 році вона стала журналістом жіночого журналу. У тому ж році вона вийшла заміж за Х. Садікуна Сугівараса. Була редактором журналу Kartini і головний редактор журналу Famili . З 2003 по 2006 рік і з 2006 по 2009 рік вона працювала головою Індонезійської ради цензури фільмів.
Вона написала понад 25 романів, у тому числі Jangan Ambil Nyawaku (Не забирай моє життя), Reinkarnasi (Перевтілення), Fatima, Ke Ujung Dunia (До кінця світу) і Prahara Cinta (Буря кохання). По ряду її книг знято фільми.
Вона померла після інсульту в лікарні Medistra в Джакарті.